# Haussonville
Pour les articles homonymes, voir Haussonville (homonymie).
Haussonville est une commune française située dans le département de Meurthe-et-Moselle en région Grand Est.

## Géographie
| Ferrières                      | Saffais           | Barbonville |
| Velle-sur-Moselle, Crévéchamps | Haussonville      |             |
| Saint-Mard                     | Domptail-en-l'Air | Romain      |

### Hydrographie
La commune est dans le bassin versant du Rhin au sein du bassin Rhin-Meuse. Elle est drainée par la Moselle, le ruisseau de Houssonville, le ruisseau de Simfond, le ruisseau du Neuf Étang, le ruisseau le Mexet et le ruisseau le Rouau,.
La Moselle, d'une longueur totale de 560 kilomètres dont 314 kilomètres en France, prend sa source dans le massif des Vosges au col de Bussang et se jette dans le Rhin à Coblence en Allemagne. Les caractéristiques hydrologiques de la Moselle sont données par la station hydrologique située sur la commune de Velle-sur-Moselle. Le débit moyen mensuel est de 47,8 m3/s. Le débit moyen journalier maximum est de 757 m3/s, atteint lors de la crue du 4 octobre 2006. Le débit instantané maximal est quant à lui de 868 m3/s, atteint le 30 décembre 2001.

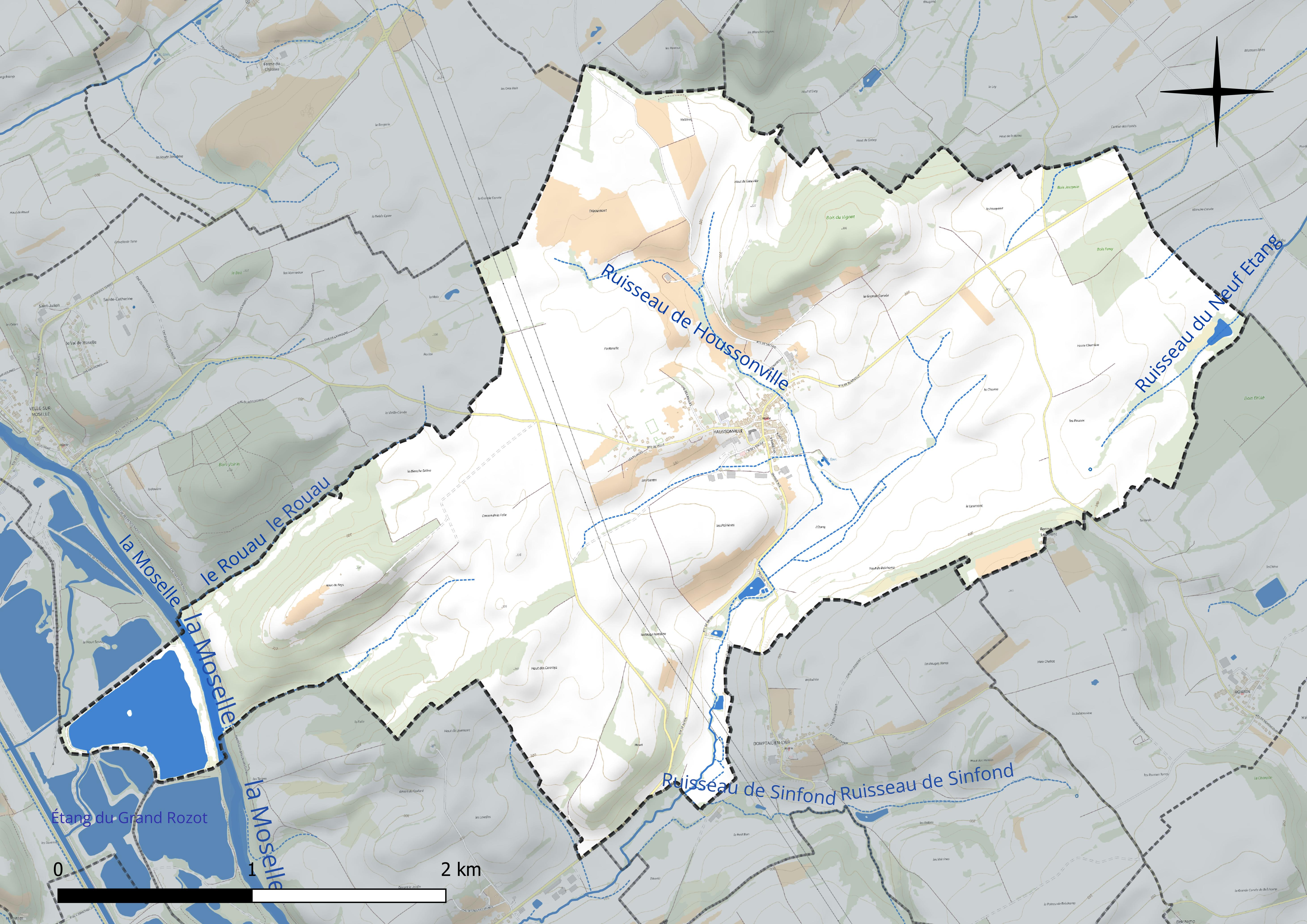
Réseau hydrographique d'Haussonville.

### Climat
Pour des articles plus généraux, voir Climat du Grand Est et Climat de Meurthe-et-Moselle.
En 2010, le climat de la commune est de type climat des marges montargnardes, selon une étude du Centre national de la recherche scientifique s'appuyant sur une série de données couvrant la période 1971-2000. En 2020, Météo-France publie une typologie des climats de la France métropolitaine dans laquelle la commune est exposée à un climat semi-continental et est dans la région climatique  Lorraine, plateau de Langres, Morvan, caractérisée par un hiver rude (1,5 °C), des vents modérés et des brouillards fréquents en automne et hiver. 
Pour la période 1971-2000, la température annuelle moyenne est de 9,5 °C, avec une amplitude thermique annuelle de 16,9 °C. Le cumul annuel moyen de précipitations est de 904 mm, avec 12,1 jours de précipitations en janvier et 9,7 jours en juillet. Pour la période 1991-2020, la température moyenne annuelle observée sur la station météorologique de Météo-France la plus proche, « Nancy-Essey », sur la commune de Tomblaine à 19 km à vol d'oiseau, est de 11,0 °C et le cumul annuel moyen de précipitations est de 746,3 mm. 
La température maximale relevée sur cette station est de 40,1 °C, atteinte le 24 juillet 2019 ; la température minimale est de −24,8 °C, atteinte le 21 février 1956,,. 
Les paramètres climatiques de la commune ont été estimés pour le milieu du siècle (2041-2070) selon différents scénarios d'émission de gaz à effet de serre à partir des nouvelles projections climatiques de référence DRIAS-2020. Ils sont consultables sur un site dédié publié par Météo-France en novembre 2022.

## Urbanisme

### Typologie
Au 1er janvier 2024, Haussonville est catégorisée commune rurale à habitat dispersé, selon la nouvelle grille communale de densité à sept niveaux définie par l'Insee en 2022.
Elle est située hors unité urbaine. Par ailleurs la commune fait partie de l'aire d'attraction de Nancy, dont elle est une commune de la couronne,. Cette aire, qui regroupe 353 communes, est catégorisée dans les aires de 200 000 à moins de 700 000 habitants,.

### Occupation des sols
L'occupation des sols de la commune, telle qu'elle ressort de la base de données européenne d’occupation biophysique des sols Corine Land Cover (CLC), est marquée par l'importance des territoires agricoles (83,9 % en 2018), une proportion identique à celle de 1990 (83,9 %). La répartition détaillée en 2018 est la suivante : terres arables (46,3 %), prairies (30,1 %), forêts (10,8 %), cultures permanentes (5,3 %), eaux continentales (2,8 %), zones agricoles hétérogènes (2,3 %), zones urbanisées (2,2 %), milieux à végétation arbustive et/ou herbacée (0,3 %). L'évolution de l’occupation des sols de la commune et de ses infrastructures peut être observée sur les différentes représentations cartographiques du territoire : la carte de Cassini (XVIIIe siècle), la carte d'état-major (1820-1866) et les cartes ou photos aériennes de l'IGN pour la période actuelle (1950 à aujourd'hui).

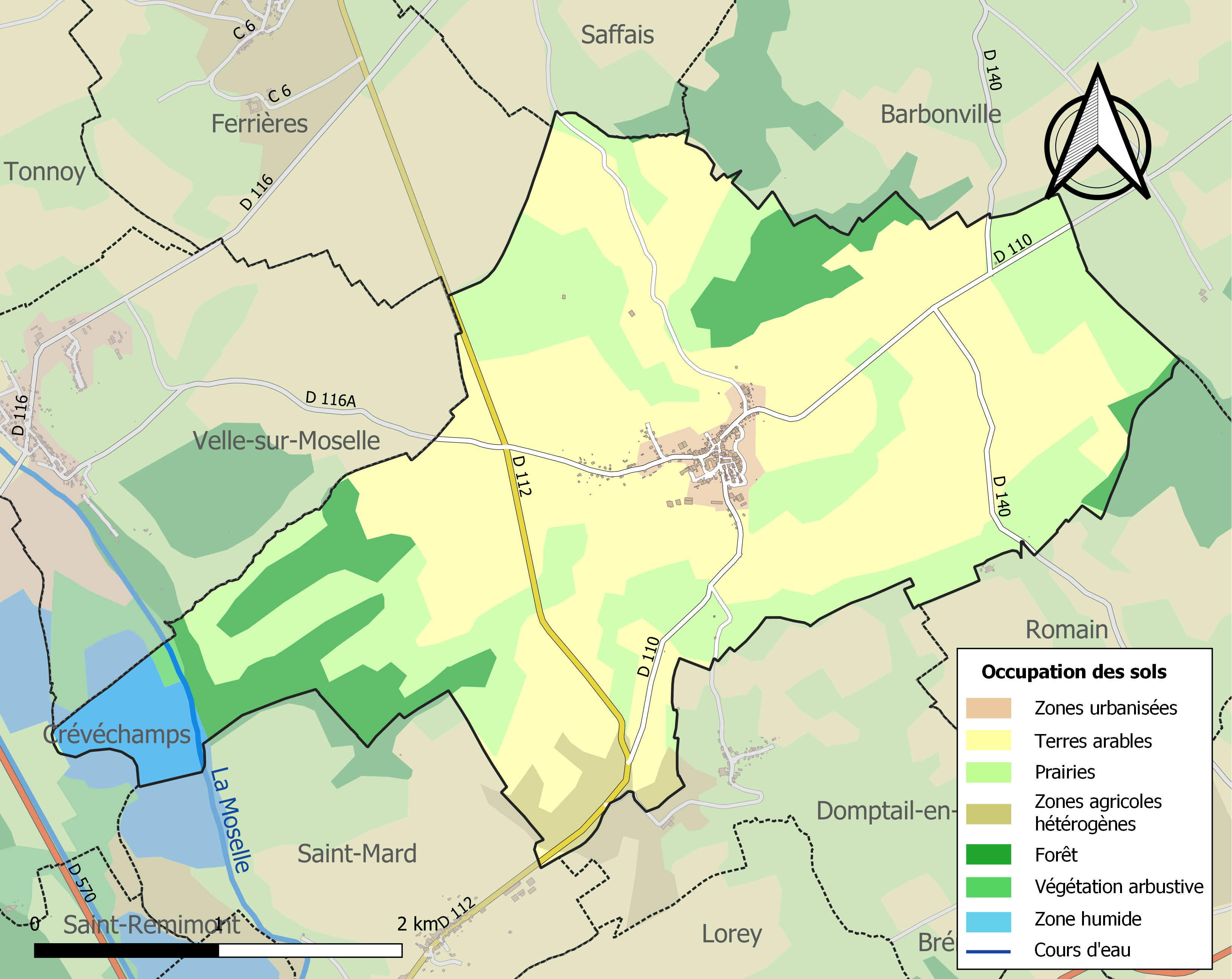
Carte des infrastructures et de l'occupation des sols de la commune en 2018 (CLC).

## Toponymie
- Essonis villa (1153) ; Albertus de Hessonvilla (1178) ; Hessonisvilla (1178) ; Hesselonis villa (XIIe siècle) ; Hauzonville (1266) ; Hassonville (1322) ; Hassonvilla (1357) ; Haussonvilla (1386) ; Hausonville (1392) ; Hassunvilla (1450) ; Haussonville (1793)[réf. nécessaire].

## Histoire
- Nécropole mérovingienne fouillée en 1840.
- Origine IXe/Xe ; baronnie dès 1150.

## Politique et administration
| Période                                  | Période                   | Identité                                          | Étiquette | Qualité        |
| ---------------------------------------- | ------------------------- | ------------------------------------------------- | --------- | -------------- |
| Les données manquantes sont à compléter. |                           |                                                   |           |                |
| avant 1423                               |                           | Jean Loratte                                      |           |                |
|                                          |                           |                                                   |           |                |
| mars 2001                                | En cours (au 26 mai 2020) | Christian Boucaud, Réélu pour le mandat 2020-2026 |           | Ancien employé |

## Population et société

### Démographie
L'évolution du nombre d'habitants est connue à travers les recensements de la population effectués dans la commune depuis 1793. Pour les communes de moins de 10 000 habitants, une enquête de recensement portant sur toute la population est réalisée tous les cinq ans, les populations de référence des années intermédiaires étant quant à elles estimées par interpolation ou extrapolation. Pour la commune, le premier recensement exhaustif entrant dans le cadre du nouveau dispositif a été réalisé en 2007.

En 2022, la commune comptait 318 habitants, en évolution de +4,95 % par rapport à 2016 (Meurthe-et-Moselle : −0,13 %, France hors Mayotte : +2,11 %).
| 1793 | 1800 | 1806 | 1821 | 1831 | 1836 | 1841 | 1846 | 1851 |
| ---- | ---- | ---- | ---- | ---- | ---- | ---- | ---- | ---- |
| 443  | 459  | 506  | 492  | 518  | 587  | 608  | 600  | 602  |

| 1856 | 1861 | 1872 | 1876 | 1881 | 1886 | 1891 | 1896 | 1901 |
| ---- | ---- | ---- | ---- | ---- | ---- | ---- | ---- | ---- |
| 501  | 504  | 451  | 463  | 430  | 453  | 450  | 421  | 390  |

| 1906 | 1911 | 1921 | 1926 | 1931 | 1936 | 1946 | 1954 | 1962 |
| ---- | ---- | ---- | ---- | ---- | ---- | ---- | ---- | ---- |
| 350  | 320  | 269  | 261  | 224  | 215  | 220  | 208  | 217  |

| 1968 | 1975 | 1982 | 1990 | 1999 | 2006 | 2007 | 2012 | 2017 |
| ---- | ---- | ---- | ---- | ---- | ---- | ---- | ---- | ---- |
| 176  | 214  | 231  | 282  | 282  | 319  | 324  | 311  | 303  |

| 2022 | - | - | - | - | - | - | - | - |
| ---- | - | - | - | - | - | - | - | - |
| 318  | - | - | - | - | - | - | - | - |

## Culture locale et patrimoine

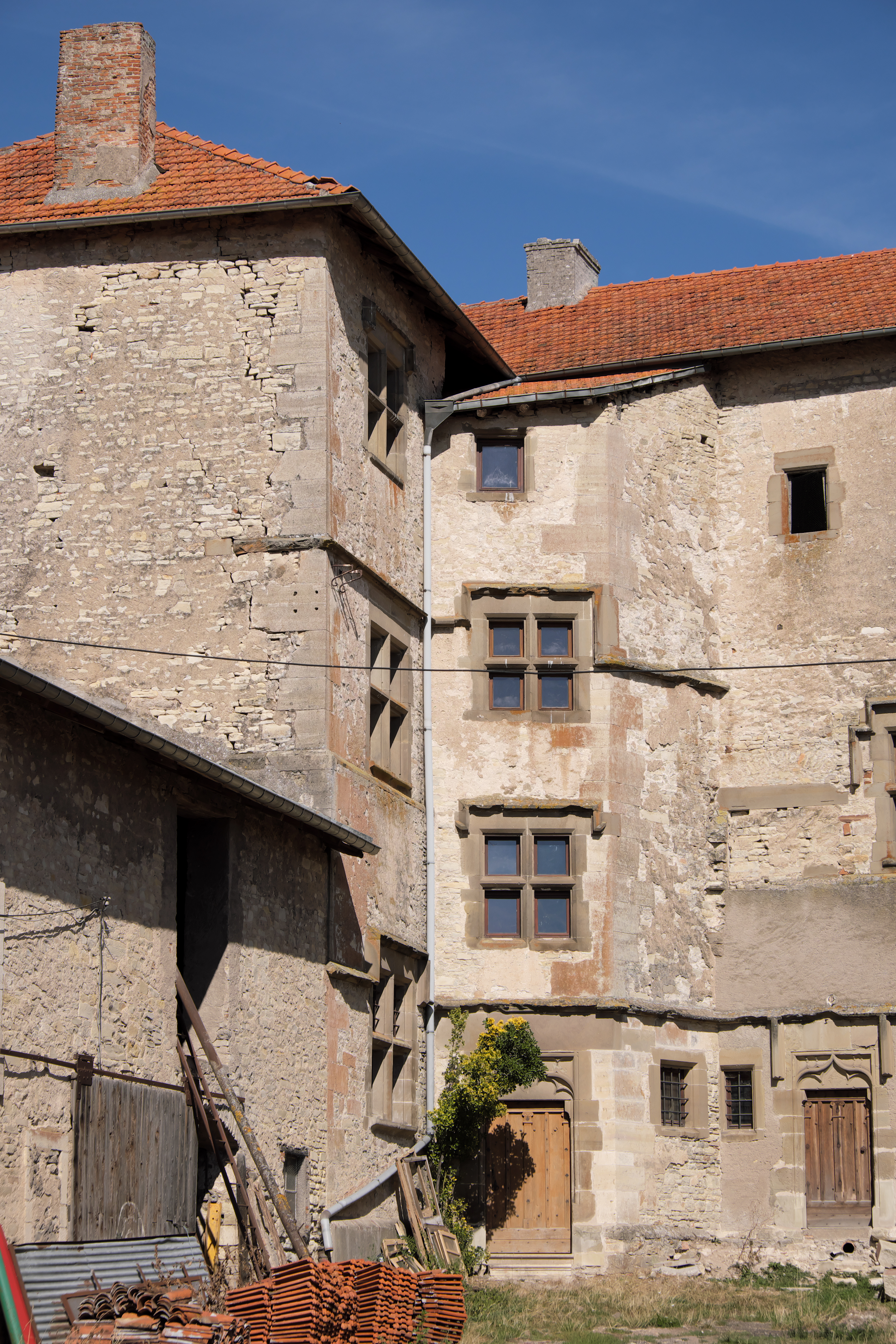
Tourelle d'angle du château avec ses fenêtres à meneaux.

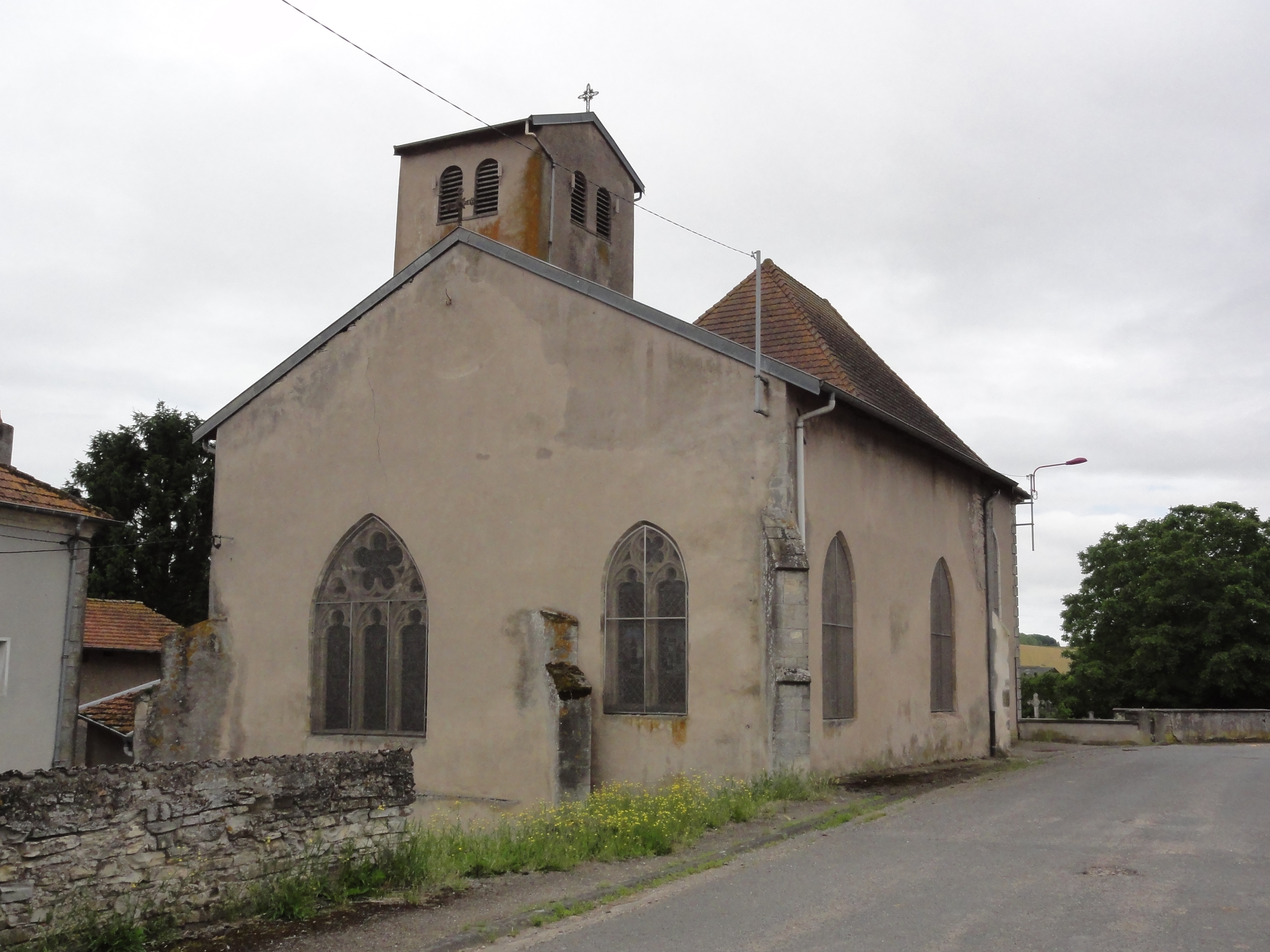
L'église.

### Lieux et monuments
- Vestiges de l'ancien château XVIe : tourelle d'angle, tour trapézoïdale en plan ; fenêtres à meneaux, édifice objet d'un classement au titre des monuments historiques par arrêté du 17 février 1930[23].
- Église : nef XVIIIe, chevet XVe, tour romane remaniée.

### Personnalités liées à la commune
- Joseph-Louis d'Haussonville est un militaire français. Il s'est distingué à Terre-Neuve en 1762, mais a été ensuite rapatrié en France comme prisonnier après la défaite de ses troupes à la bataille de Signal Hill.
- Guilbert de Pixerécourt y avait une propriété familiale.

### Héraldique, logotype et devise
| Blason de Haussonville | Blason  | D'or à la croix de gueules frettée d'argent. |
| Blason de Haussonville | Détails | Ce sont les armes des seigneurs d'Haussonville. Cette illustre famille d'ancienne chevalerie s'est éteinte en 1607 en la personne de Jean d'Haussonville qui n'eut pas d'enfant de sa femme Christine du Châtelet. Par deux successions en ligne féminine cette maison est passée dans la famille Cléron, baron de Saffre. Depuis le XVIIe siècle ils ont pris le nom de Comte d'Haussonville, eux - mêmes éteints en 1924 en la personne de Bernard Cléron d'Haussonville, membre de l'Académie Française. Le statut officiel du blason reste à déterminer. |